# Tófalvi Zoltán
Tófalvi Zoltán (Korond, 1944. március 24.–) erdélyi magyar újságíró, riporter.

## Életútja
Középiskoláit a szovátai Ady Endre Elméleti Líceumban végezte (1962); a marosvásárhelyi Pedagógiai Főiskolán magyar–történelem szakos tanári diplomát szerzett (1965), majd a BBTE-n, Történelem–Filozófia Karon egészítette ki tanulmányait (1966–71).
Pályáját szülőfalujában kezdte, ahol 1965–72 között történelemtanár volt, innen került rádióriporternek a marosvásárhelyi területi rádió magyar szerkesztőségébe (1972–85). A vidéki rádióstúdiók felszámolása miatti néhány hónapos munkanélküliség után a nyárádtői Művelődési Otthon igazgatójává nevezték ki. 1987-től A Hét marosvásárhelyi munkatársa is volt. 1991–94 között az Erdélyi Napló szerkesztőségében, majd a Román Televízió bukaresti magyar szerkesztőségében dolgozott nyugdíjazásáig (2007).
1992–2000 között az újraalakult EMKE egyik országos alelnöke; 1990-ben az RMDSZ Maros megyei szervezete kiadásában megjelenő Itthon és román nyelvű társlapja, a Dialog szerkesztője.

## Munkássága
Elbeszéléseket, riportokat az 1970-es évek elejétől közölt a sajtóban. A Korunk Évkönyv 1980-as kötetében, majd a Változó valóság (Bukarest, 1984) c., Egyed Péter szerkesztette tanulmány- és szociográfia-kötetben a Temesvárra telepedett és ott zárt közösséget alkotó atyhaiakról írott szociográfiai riportjaival volt jelen; ezekről, valamint az Ellenpontok kiadásában részt vett Tóth Károly Antalról és feleségéről készült riportjáról (Göteborgi beszélgetés Tóth Ilonával és Tóth Károly Antallal. Látó, 1999/10) írta elismeréssel Szőcs István: „Anélkül, hogy bárhol melodramatikusan alájátszana vagy együtt ringatózna riportalanyaival, olyan megrendítő képet fest róluk, elárvultságukról, a rájuk nehezedő közönyről (még volt harcostársaik részéről is), amilyet nem csak a riporterek, de a »szépírók« közül is kevesen adnak…” (Helikon, 2000/5). Foglalkozott szülőfaluja és a Sóvidék népi fazekasságának múltjával és jelenével.
Az 1990-es évek elejétől megszállottan kutatja az 1956-os forradalom utáni időszak romániai eseményeinek, erdélyi elítéltjeinek történetét. Feltáró riportban elevenítette fel az 1989-es temesvári forradalom előtörténetének egy megrázó mozzanatát, Újvárosi Ernő „öngyilkosságát” (in: Kövek egy siratófalhoz); tanulmánnyal vett részt az 1956 Magyarországon és a szomszédos országokban c. kötetben (Budapest, 1996), A Maros megyei magyarság történetéből II. kötetében (Marosvásárhely, 1997) és a Napút 2002/10. számában; sajtó alá rendezte a Sass Kálmán-perben halálra ítélt Balaskó Vilmos Élet a föld alatt c. visszaemlékezését (Nagyvárad, 2001), s több tanulmányt közölt a magyar forradalom 50. évfordulójára megjelent konferencia-kötetekben, folyóiratok emlékszámaiban. Forrásfeltáró munkájának kiemelkedő teljesítménye az a sorozat, amelyekben közzétette az 1956 utáni legnagyobb erdélyi politikai koncepciós perek iratait: 1956 erdélyi mártírjai. Sebestyén-Spielmann Mihály előszavával. I. A Szoboszlai-per; II. A Sass Kálmán-per; III. A Dobai-per; IV. Fodor Pál és csoportja pere (Marosvásárhely, 2007–2009); V. A Bolyai-perek (előkészületben).
Televíziós riporterként dokumentumfilmet készített a Gyimes völgyéről (1974), Korondról (1977). Tanulmánya jelent meg A korondi fürdő története címmel a Hargita megye természetes gyógytényezői c. kötetben (Csíkszereda 1974), Az Erdélyi Magyar Nyelvmívelő Társaság 200 éve c. kiadványban (Kolozsvár, 1994. Erdélyi Tudományos Füzetek) is.

## Egyéb kötetei
- Pogány fohászok faluja (sóvidéki riportok, Bukarest, 1979 = Forrás)
- A korondi kerámia (kétnyelvű album, Csíkszereda, 1981)
- Ha egyszer ember támad (riportok, Bukarest, 1989)
- Kövek egy siratófalhoz (erdélyi magyar mártírok, Veress Zoltán előszavával, társszerző Gazda József, Stockholm–Bp., 1994)
- A sóvidéki népi fazekasság (Marosvásárhely, 1996)
- Északi változatok. Tófalvi Zoltán beszélgetései Skandináviában élő magyarokkal; Mentor, Marosvásárhely, 2000
- 1956 erdélyi mártírjai, 1-5.; Mentor, Marosvásárhely, 2007–2012 (Erdély emlékezete)
  - 1. A Szoboszlai-csoport; 2007
  - 2. Az érmihályfalvi csoport; 2007
  - 3. A Dobai-csoport; Mentor, Marosvásárhely, 2009
  - 4. A Fodor Pál-csoport; 2010
  - 5. Az erdélyi kérdés, ahogy a túlélők látják; 2012
- Az 1956-os magyar forradalom és szabadságharc. Hősiesség, tisztesség, méltóság; szerk. Tófalvi Zoltán; Hun-idea, Bp., 2011 (Magyarságtudományi füzetek)
- Erdély – pergőtűzben. A rendszerváltás rendhagyó krónikája; Mentor Könyvek, Marosvásárhely, 2015
- '56 és Románia; szerk. Tófalvi Zoltán, Ágoston Szász Katalin; Magyar PEN Club, Bp., 2016

## Díjak, elismerések
- A Temesváron élő atyhaiak közössége c. riportjával elnyerte az 1984-es Korunk-pályázat I. díját
- 1992-ben elnyerte az Erdélyi Magyarságért pályázat II. díját
- Pécsi Norbert vére az égre kiált című írásával 1994-ben a Hitel 1994-es szociográfiai pályázatának I. díját, ugyanebben az évben a Civitas Humanitas Alapítvány által meghirdetett nemzetközi filmfesztivál I. díját
- 1995-ben a Lakitelek Alapítvány különdíját
- A fiatalok öngyilkosságának témáját feldolgozó filmjét (Ahol már a gyász az úr) az Ifi Fórum első díjával ismerték el
- Húsz éve a víz torkában élünk címmel dokumentumfilmet forgatott a bözödújfalusiak drámájáról, ezért a Román Televízió magyar szerkesztősége különdíjjal tüntette ki
- Az erdélyi 1956 eseményeit felelevenítő, Negyven éve történt c. dokumentumfilm-sorozatáért 1996-ban a MÚRE nívódíját
- A Székelyföldben az 1956-os mártírokról, többek között az önkéntes tűzhalált halt Mojszesz Mártonról közölt írásaiért a folyóirat 2002-es nívódíját
- 2007-ben a Magyar Újságírók Közössége Petőfi Sándor Emlékéremmel tüntette ki
- 2014-ben megkapta a kisvárdai Tőkés László Alapítvány díját